# ایلیجاک (بتلیس)
ایلیجاک (به ترکی استانبولی: Ilıcak) یک منطقهٔ مسکونی در ترکیه است که در بیتلیس واقع شده‌است.